# تکلیما (اورگن)
تکلیما (به انگلیسی: Takilma) یک منطقهٔ مسکونی در ایالات متحده آمریکا است که در شهرستان جوزفین، اورگن واقع شده‌است.